# Томас, Хелен
Хелен Томас (англ. Helen Thomas; 4 августа 1920, Уинчестер, Кентукки — 20 июля 2013, Вашингтон) — американский автор и бывший новостной корреспондент, колумнист газет медиаконгломерата «Херст корпорэйшн», член пресс-корпуса Белого дома.

## Деятельность
Она работала в течение 57 лет корреспондентом и, позже, главой бюро агентства «Юнайтед пресс интернэшнл» по освещению событий в Белом доме. Томас работала при всех президентах США, начиная с последних лет администрации Дуайта Эйзенхауэра, выдвинувшись на первый план при Джоне Кеннеди и закончив на втором году работы администрации Барака Обамы. Она была первой женщиной в руководстве Национального пресс-клуба, первой женщиной, ставшей членом и президентом Ассоциации журналистов Белого дома, а также первой женщиной, ставшей членом Гридирон-клуба.
Хелен Томас ушла в отставку 7 июня 2010 года вследствие бурной общественной реакции на интервью, в котором «Томас сказала, что израильские евреи должны „убираться из Палестины“ и „возвращаться домой в Польшу, Германию, Америку и куда угодно“» (англ. "Thomas said that Jews in Israel should 'get the hell out of Palestine' and "go back home to Poland, Germany, America and everywhere else.'").
Скончалась после долгой болезни утром 20 июля 2013 года в своей вашингтонской квартире.
Была представлена на коллекционных карточках Supersisters.